# Gombišče
Gombišče je naselje v občini Trebnje.
Gombišče je gručasta vas na kamnitem in vrtačastem svetu, s pripadajočim zaselkom Vrh nad uvalasto dolino Velikih Dol. Njivske površine so v hriboviti legi, na dnu vrtač in v dolini.
Južno od Gombišča se svet spušča proti gozdu pod Šumberkom v travnato dolino Spajo, ki jo ob deževju poplavlja voda, ki bruha iz petih estavel.
Izven naselja stoji cerkev svetega Jerneja, ki je v jedru srednjeveška. Oltar v južni kapeli datira v leto 1658, glavni oltar cerkve pa sta leta 1868 izklesala Anton in Janez Kušlan, podobarja iz Novega mesta. 
Na bližnjih njivah so ostanki rimskih stavb in grobišča. 
V kraju so še ohranjeni stari običaji ob rojstvu, poroki, smrti, godu in ob pustu.